# 伊甸园 (2024年电影)
《伊甸园》（英語：Eden）是2024年的美国生存驚悚片，由朗·侯活执导，诺亚·平克编剧，主演包括裘德·洛、安娜·德哈瑪斯、凡妮莎·寇比、席德妮·史威尼、丹尼爾·布爾、费利克斯·卡默雷尔、托比·华莱士和理查·羅森堡。电影讲述一群人抱着过上理想生活的希冀来到厄瓜多尔的弗洛雷安納島，却遭逢厄运的真实事件。
影片2024年9月7日在多伦多国际电影节首映。電影2025年8月22日在美國院線上映。

## 劇情
1929年，弗雷德里克·里特医生和妻子朵拉·斯特劳奇否认他们相信的资产阶级价值观正在腐蚀人类的本性，逃离祖国德国。来到弗洛雷安納島，弗雷德里克专注于写宣言，朵拉决心通过冥想治愈她的多发性硬化症，享受着来之不易的宁静生活。然而没过多久，宁静的生活被打破，海因茨和玛格丽特·威特默夫妇也来到岛上定居，事实证明他们是岛上最认真、最有能力的定居者。之后，自称为男爵夫人和“完美的化身”的瓦格纳·韦尔霍恩的艾伊萝丝·博斯克带着两个忠诚的男友、一名厄瓜多尔仆人和一个装满漂亮晚礼服的衣橱来到岛上，希望在岛上建一座豪华酒店。
然而岛上生存环境恶劣，天气风云突变，野生动物经常出没，也缺少便利设施，一行人很快就发现在岛上生存十分艰难。但是，没有什么，能比与那些有盗窃、欺骗，乃至更糟行为的绝望邻居共同生活，更能考验他们的勇气了。

## 演员
- 裘德·洛飾演弗雷德里克·里特医生（Dr. Friedrich Ritter）
- 凡妮莎·寇比飾演朵拉·斯特劳·里特（Dora Strauch Ritter）
- 丹尼爾·布爾飾演海因茨·威特默（Heinz Wittmer）
- 席德妮·史威尼飾演玛格丽特·威特默（Margaret Wittmer）
- 安娜·德哈瑪斯飾演瓦格纳·韦尔霍恩男爵夫人艾伊萝丝·博斯克（Eloise Bosquet de Wagner Wehrhorn）
- 理查·羅森堡飾演艾倫·漢考克（Allan Hancock）
- 费利克斯·卡默雷尔（英语：Felix Kammerer）飾演魯道夫·洛倫茲（Rudolph Lorenz）
- 托比·华莱士（英语：Toby Wallace）飾演羅伯特·菲利普森（Robert Phillipson）

## 制作

### 选角
2022年10月，消息指朗·侯活将执导电影，选角及勘景工作已启动，暂定名称《那时候的物种起源》（Origin of Species at that time）。2023年4月，安娜·德哈瑪斯、裘德·洛、艾莉西亞·薇坎德和丹尼爾·布爾加盟剧组，黛西·埃德加-瓊斯进入参演洽谈阶段。2023年美国演员工会大罢工期间，剧组与工会签订临时协议，可继续进行选角工作。同年11月，电影改名《伊甸园》，凡妮莎·寇比和席德妮·史威尼加盟剧组，取代艾莉西亞·薇坎德和黛西·埃德加-瓊斯，漢斯·季默负责创作配乐。埃德加-琼斯还有一部名叫《龍捲風暴》的电影受罢工影响暂停制片，他必须要完成该片，因此不得不退出本片。2023年12月，理查·羅森堡、费利克斯·卡默雷尔、托比·华莱士、保罗·格里森（Paul Gleeson）和伊格纳西奥·加斯帕里尼（Ignacio Gasparini）加盟剧组。

### 拍摄
拍摄于2023年11月27日在澳大利亚昆士蘭州黄金海岸启动，另有一个小组在弗洛雷安納島拍摄。

## 发行
电影于2024年9月7日在2024年多伦多国际电影节首映。2024年5月，在戛纳电影市场，制片方AGC Studios将影片在美国海外多地的发行权卖给了Amazon Prime Video。電影2025年8月22日在美國院線上映，由垂直發行。